# Dactuliothrips diversus
Dactuliothrips diversus är en insektsart som beskrevs av Bailey 1939. Dactuliothrips diversus ingår i släktet Dactuliothrips och familjen rovtripsar. Inga underarter finns listade i Catalogue of Life.